# エミール・テロン
エミール・テロン (仏：Émile Thérond、1821年3月28日 - 1883年9月3日) はフランスの版画家、製図工、イラストレーター。

## 経歴

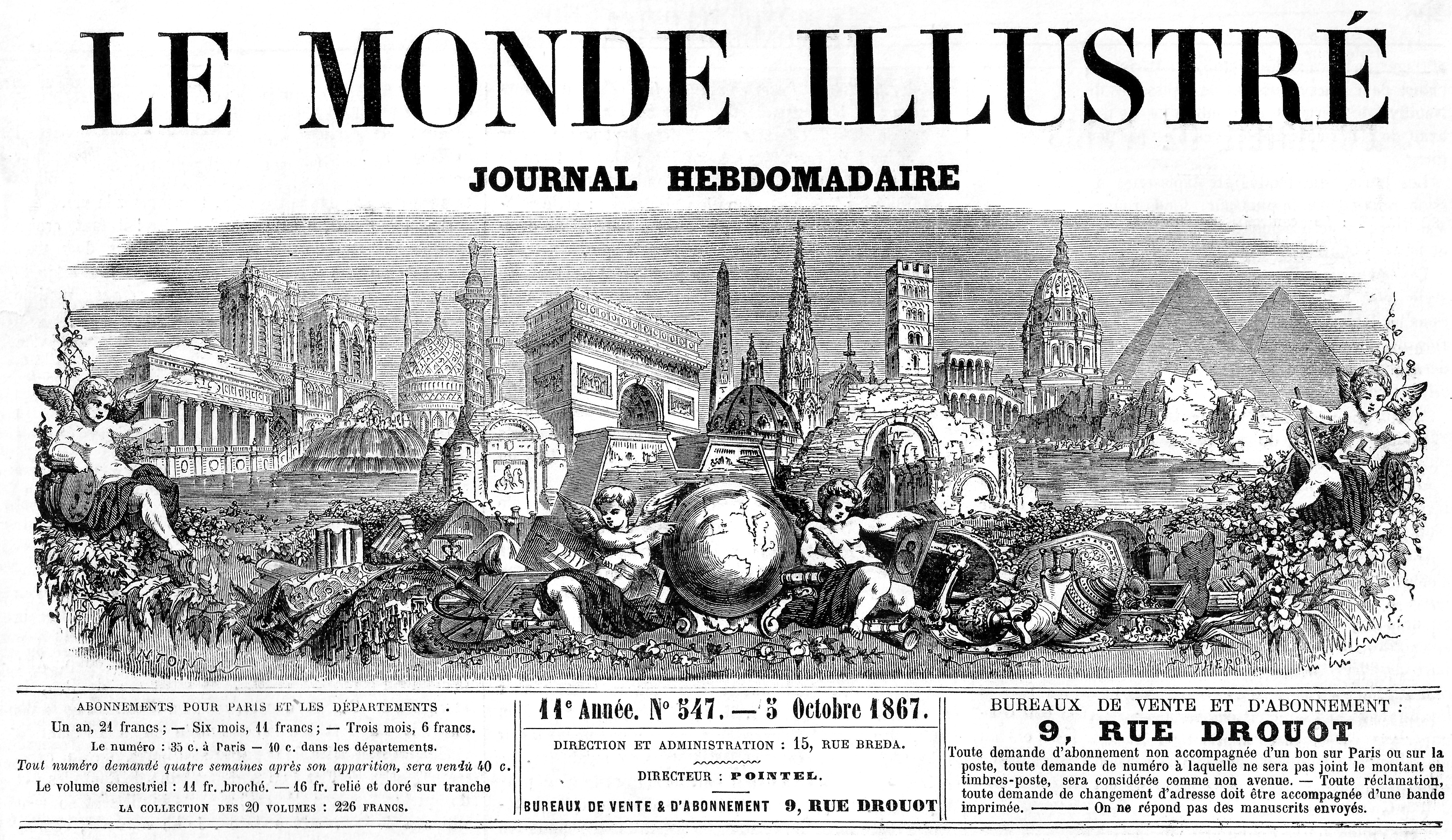
「ル・モンド・イリュストレ」のヘッダ
(1867年)

エミール・テロンは靴下職人の父親、フランソワ・テロンと、母親のマリー・グレイヴとの間にサン＝ジャン＝デュ＝ガールで生まれた。彼は繊維産業で知られるトロワで画学校を主宰していたアン＝フランソワ・アルノーから絵画を学び、パリではジャン・アルフレッド・ジェラール＝セガンに師事した。なお、先のトロワの画学校では、のちに共に仕事をすることとなる同じ年頃の画家、デュドネ・ランスロと出会った。1842年にこの地で結婚し、1851年に娘のマルグリットが生まれると、父親が靴下職人として働いていたパリに移り住んだ。

Guides-Cicerone du Paris illustré (1855)

彼は「エディシオン・イリュストレ」の製図工としてデビューし、1855年には、デュドネ・ランスロとともに、ルイ・アシェットが立ち上げた280のビネットを含む旅行ガイドブック「Guides-Cicerone du Paris illustré, guide itinéraire pour les voyageurs」（図解によるパリ案内 - 旅行者のための旅程ガイド）のデザイナーとなった。また、同年から「マガザン・ピトレスク」、1857年から「ル・トゥール・デュ・モンド」の版画を手がけ、1858年には同じ出版社から刊行されたアドルフ・ジョアンの旅行ガイドブック「ガイド・ジョアン」のイラストを描いた。
エミール・テロンはとくに木版画、リトグラフ、エッチングの仕事で知られている。有名なものでは、1858年に出版社「オーギュスト・プーレ・マラシス」から刊行されたテオフィル・ゴーティエの著書「エナメルとカメオ」の扉絵と挿絵の版画がある。
しかし、彼が最も多く手がけたものはアルフレッド・デルヴォーの著書のイラストで、1864年の「レ・シテール・パリジェンヌ」や1865年の「パリの壁の逸話的な歴史」に掲載されたフェリシアン・ロップスとオーギュスト・デラトレとの共同製作による素晴らしい版画が名高い。1865年にはサロン・ド・パリに「給水塔」と題する水彩で着色された版画を出展し、1867年には画家のアンリ・ダフ・リントンと組んで、雑誌「ル・モンド・イリュストレ」の新しいヘッダを製作した。
一方、1870年以降の彼の仕事についてはよく分かっていない。この年以降に出版された彼の作品のほとんどは、以前に発行されたものか、日付なしで発行されたものの重版である。このことについては研究者のアンリ・ベラルディも言及していない。
彼は1883年にパリで死去した。彼の最後の仕事のひとつとされるものは1886年7月3日付けの「ル・モンド・イリュストレ」の一面に掲載された版画である。
彼の娘のマルグリット・テロンはイギリス出身の版画家ジャン＝ジャック・オウスウェイトの息子である、ジャン＝ルイ・オウスウェイト（Jean-Louis Outhwaite）と結婚した。結婚式ではかつての師であるジャン・アルフレッド・ジェラール＝セガンが公証人を務めている。

## 作品

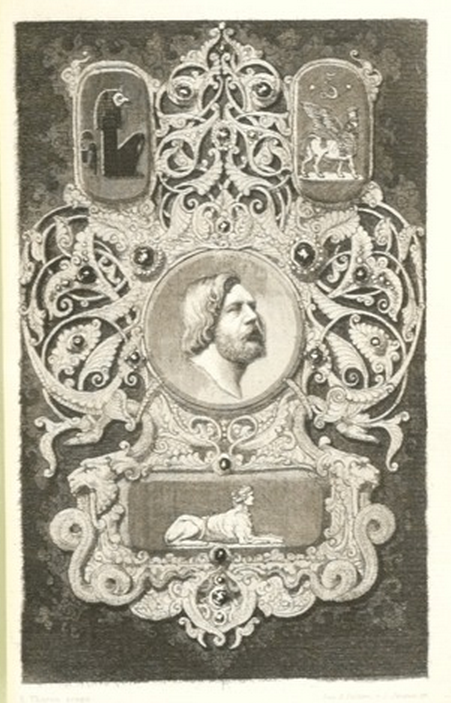
「エナメルとカメオ」扉絵
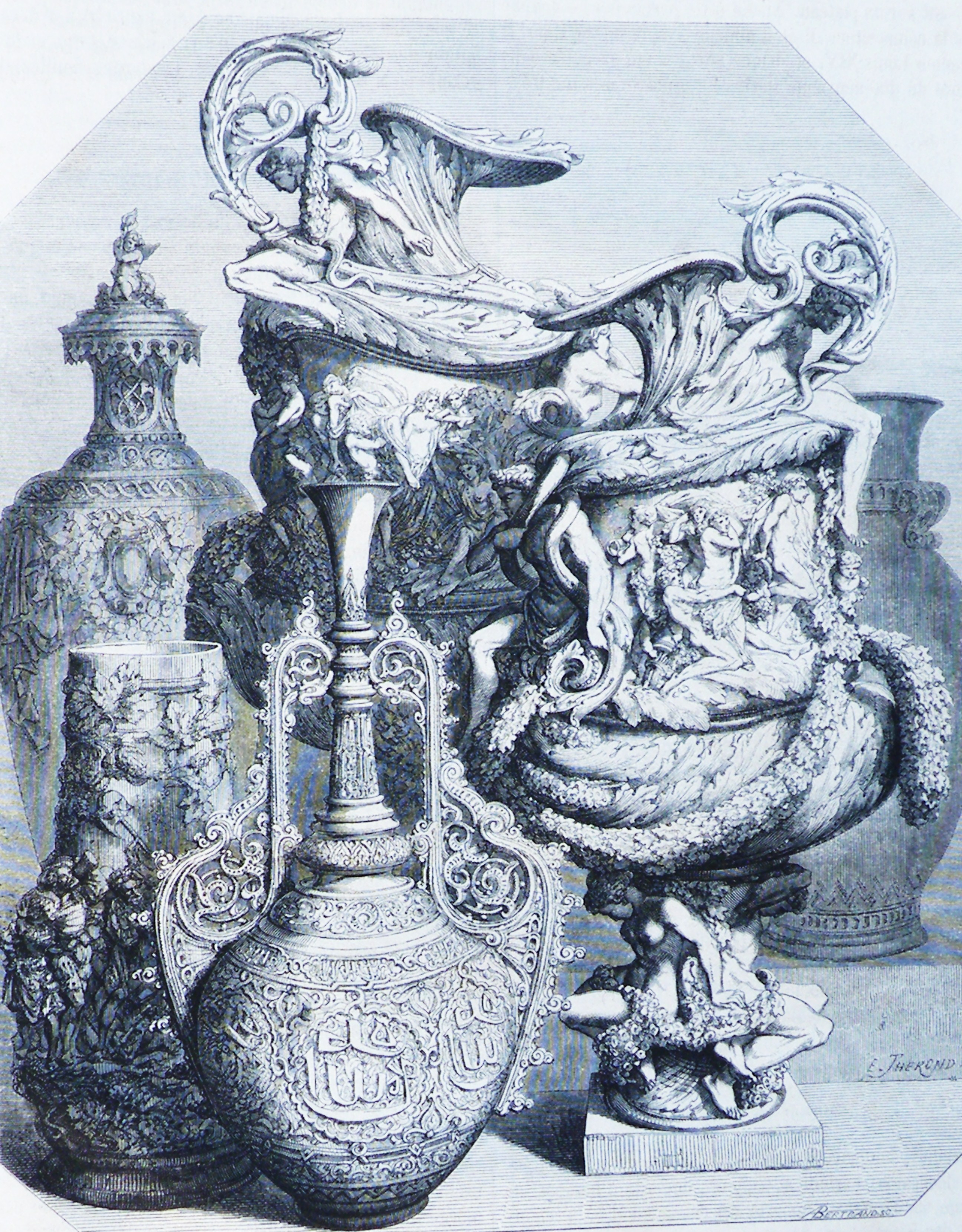
陶器
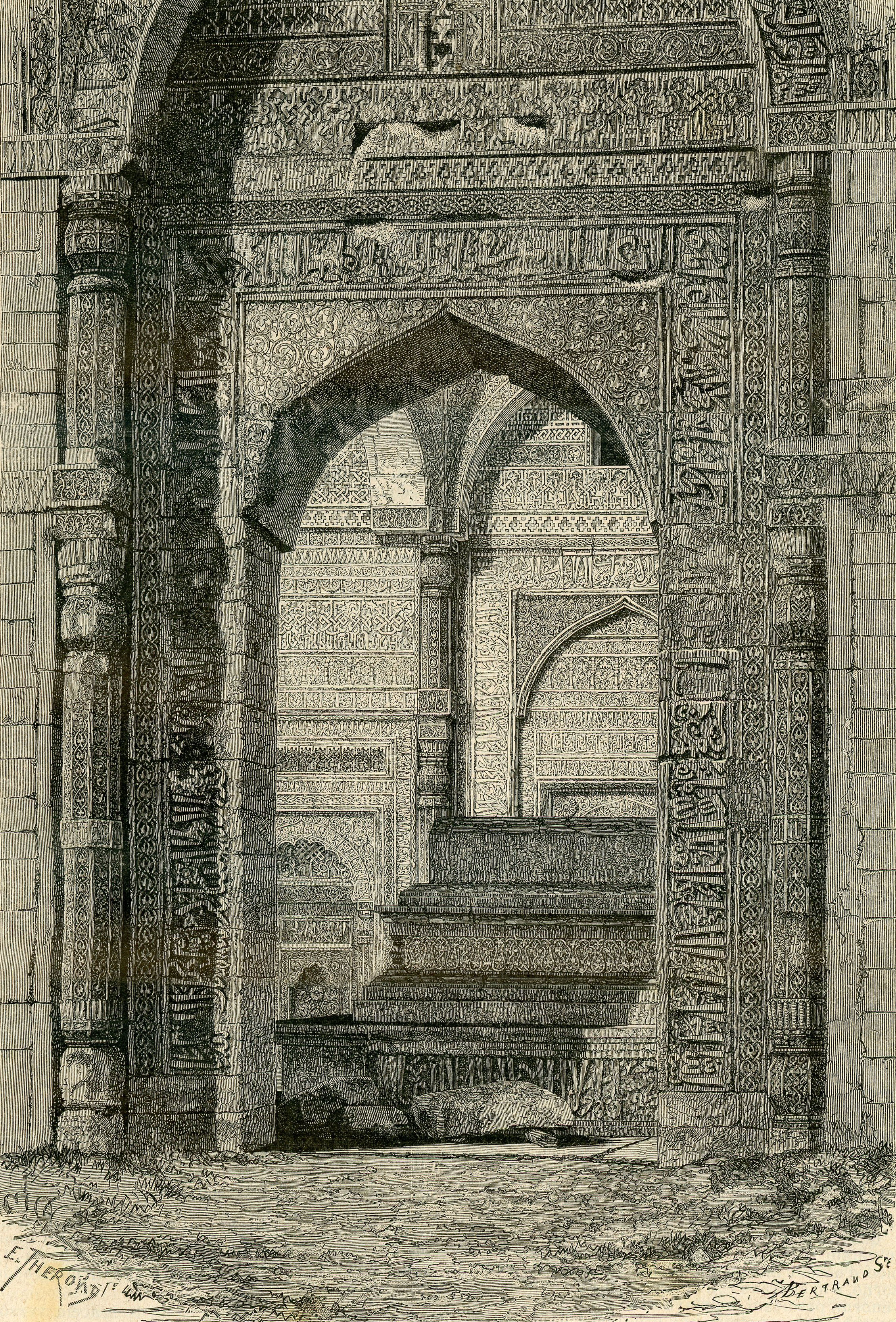
アショーカ王の柱
M.ショーンガウアー像
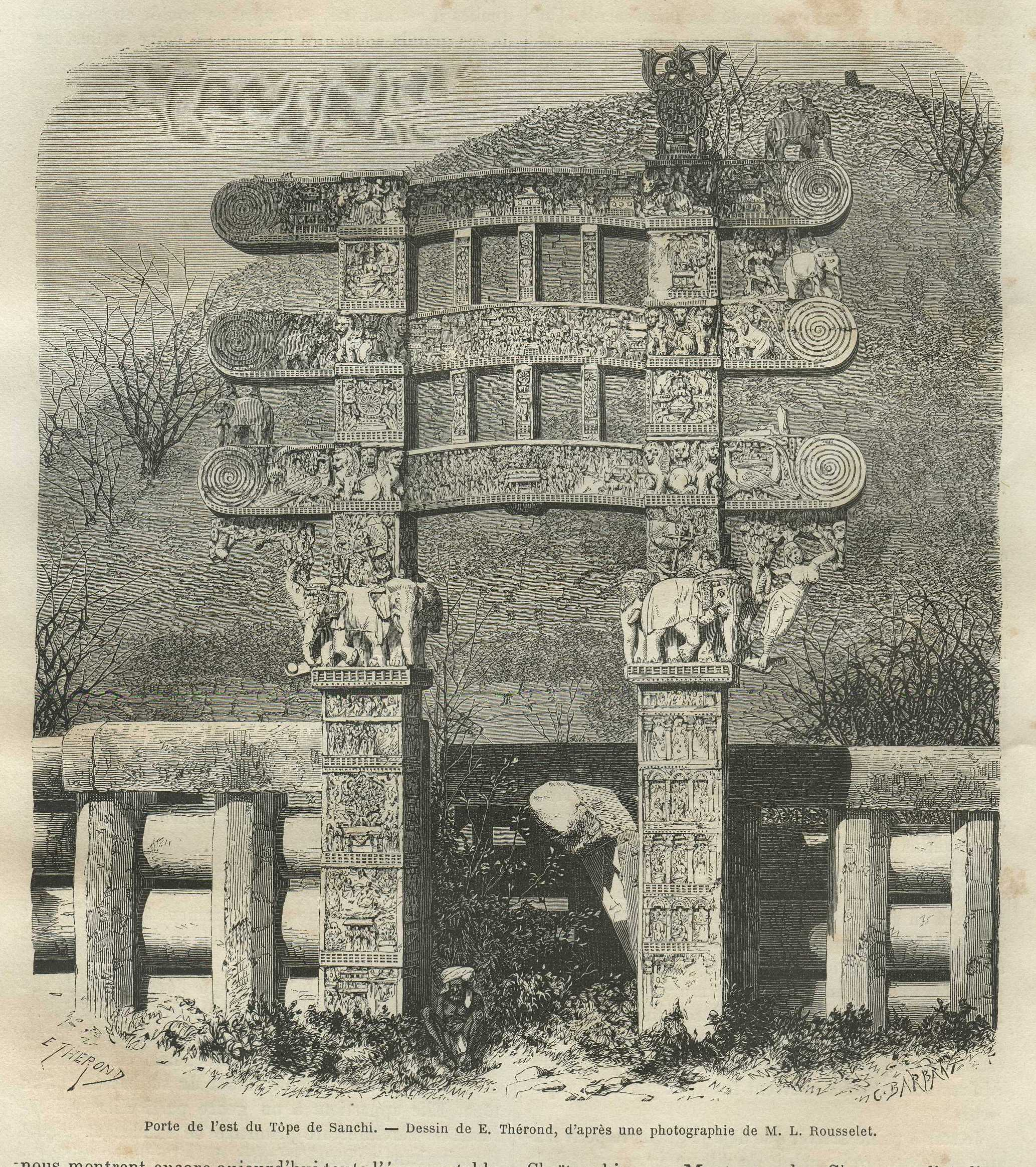
サーンチーの西門
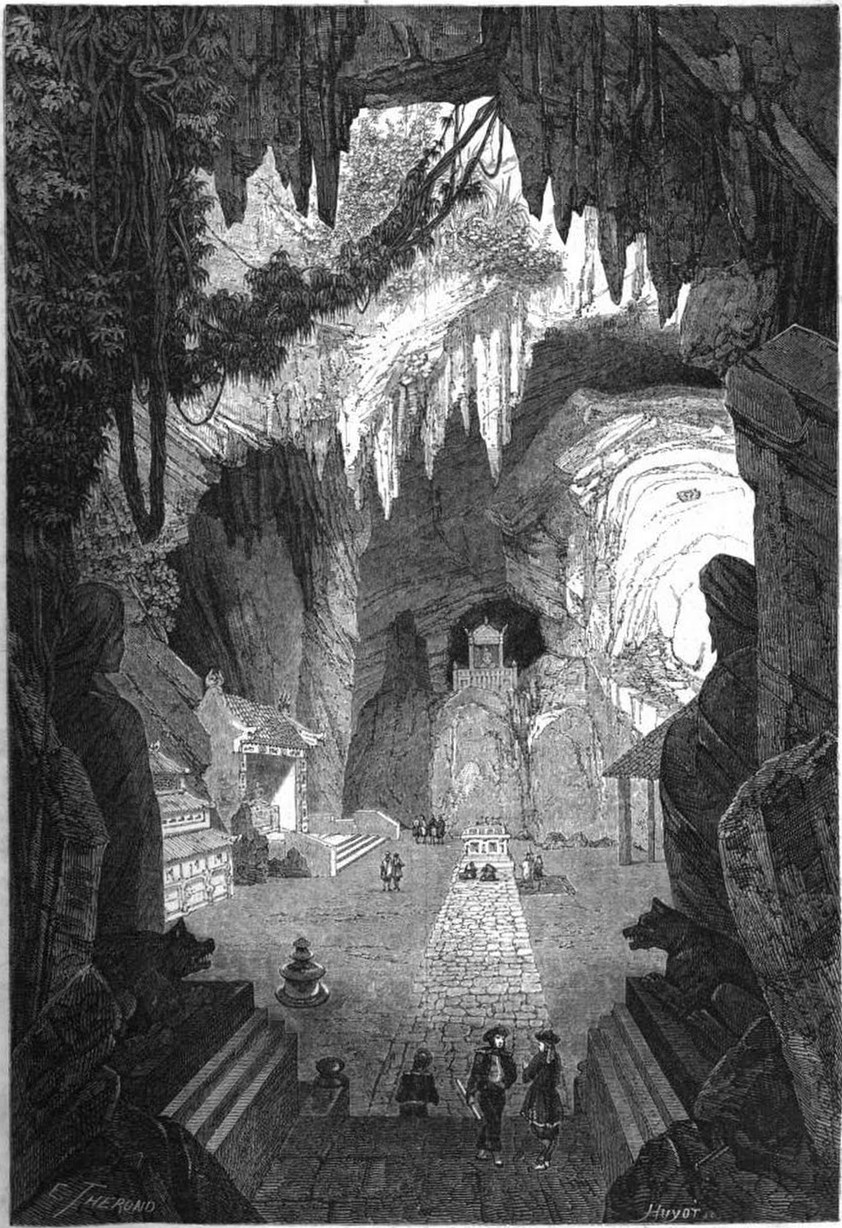
ベトナムの寺院
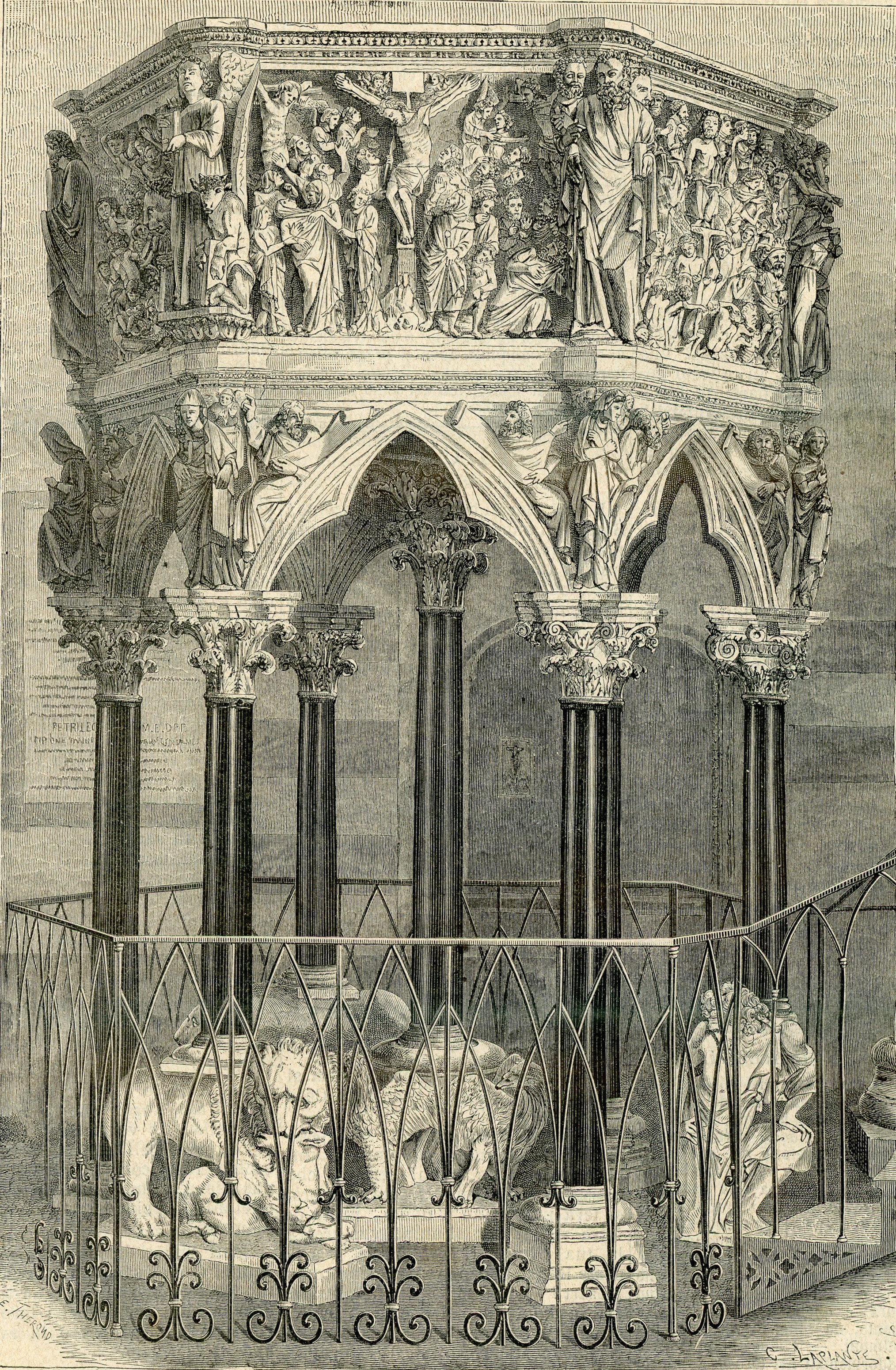
聖アンドレアの説教壇